# Mazeyrolles
Mazeyrolles (okzitanisch: Maseiròlas) ist eine südfranzösische Gemeinde mit 305 Einwohnern (Stand: 1. Januar 2022) im äußersten Süden des Périgord noir und gehört zum Arrondissement Sarlat-la-Canéda und zum Kanton Vallée Dordogne. 

## Lage
Mazeyrolles liegt etwa 39 Kilometer ostsüdöstlich von Bergerac. Umgeben wird Mazeyrolles von den Nachbargemeinden Salles-de-Belvès und Sainte-Foy-de-Belvès im Norden, Orliac im Nordosten, Prats-du-Périgord im Osten und Nordosten, Saint-Cernin-de-l’Herm im Osten und Südosten, Lavaur im Süden, Blanquefort-sur-Briolance im Süden und Südwesten sowie Capdrot im Westen.

## Bevölkerungsentwicklung
| Jahr                      | 1962 | 1968 | 1975 | 1982 | 1990 | 1999 | 2006 | 2013 |
| Einwohner                 | 443  | 442  | 389  | 378  | 380  | 343  | 357  | 338  |
| Quelle: Cassini und INSEE |      |      |      |      |      |      |      |      |

## Sehenswürdigkeiten
- Kirche Notre-Dame-de-la-Nativité in Aigueparse, Monument historique seit 1940
- Kirche Saint-Clair in Fontenilles
- Kirche Saint-Jean-Baptiste in Mazeyrolles
- Kirche Saint-Jacques in La Trappe aus dem 12. Jahrhundert
- Komtur des Johanniterordens
- Herrenhaus von Aigueparse
- Mühle von Le Greffier

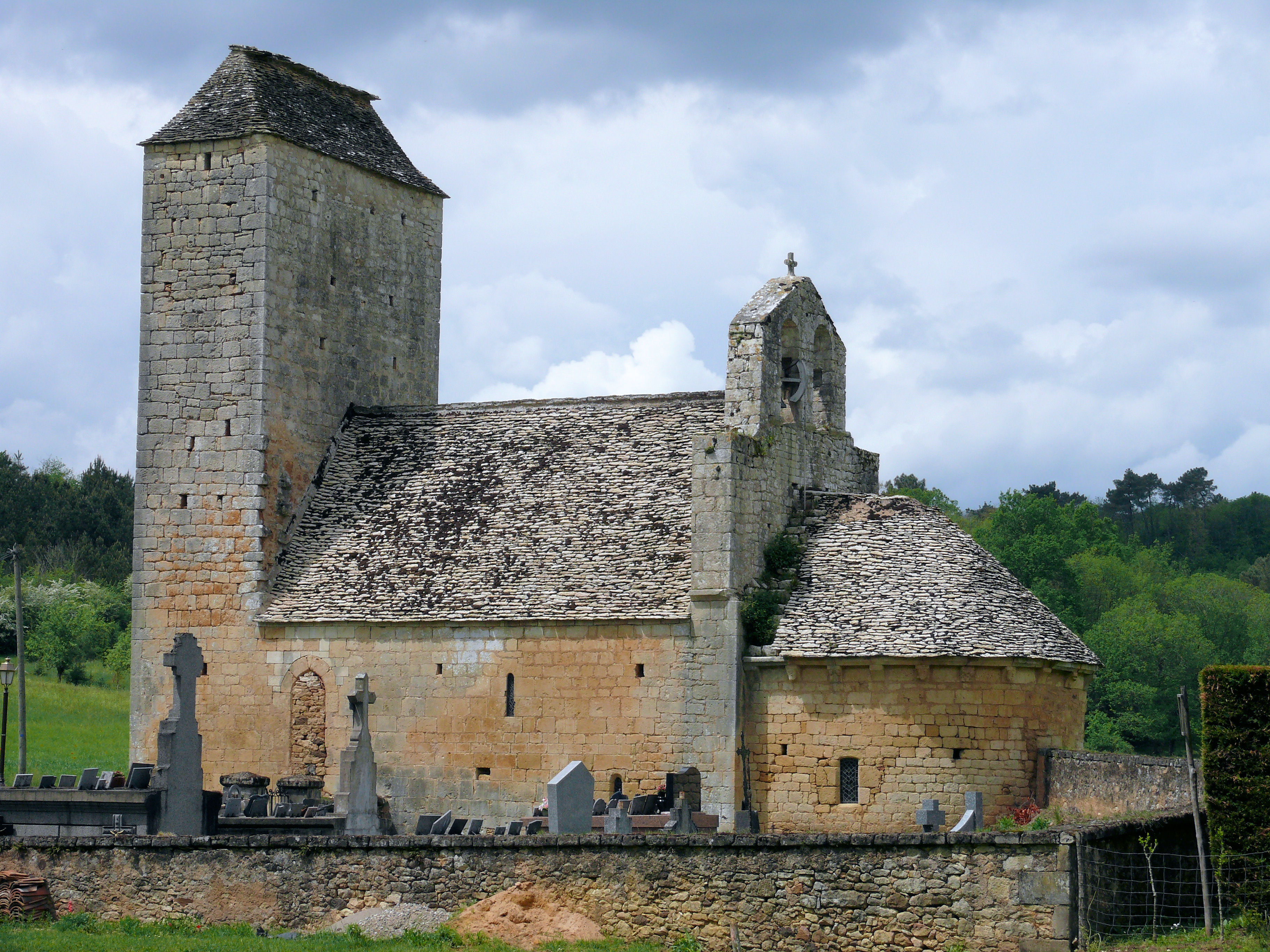
Kirche Notre-Dame-de-la-Nativité
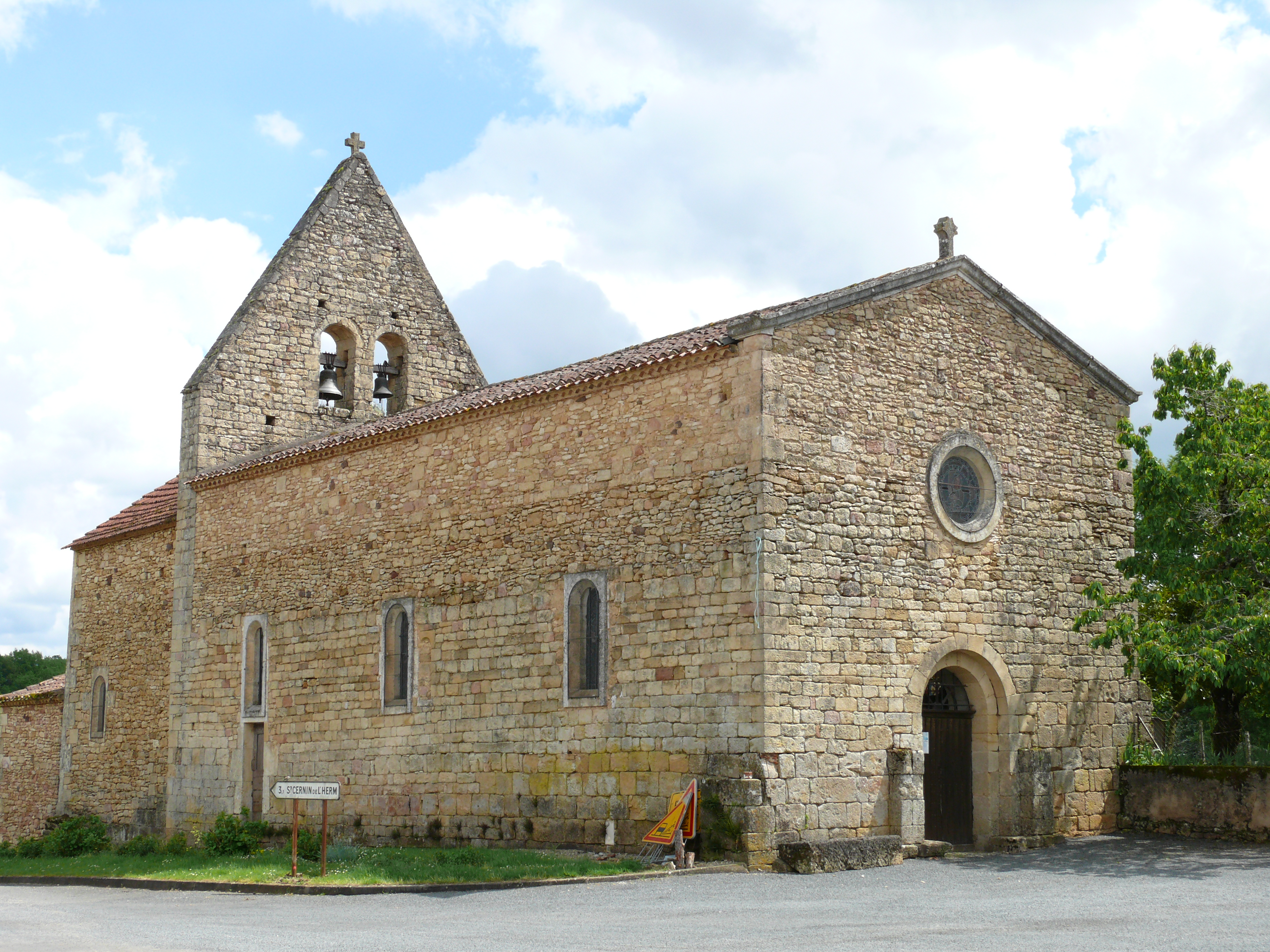
Kirche Saint-Clair
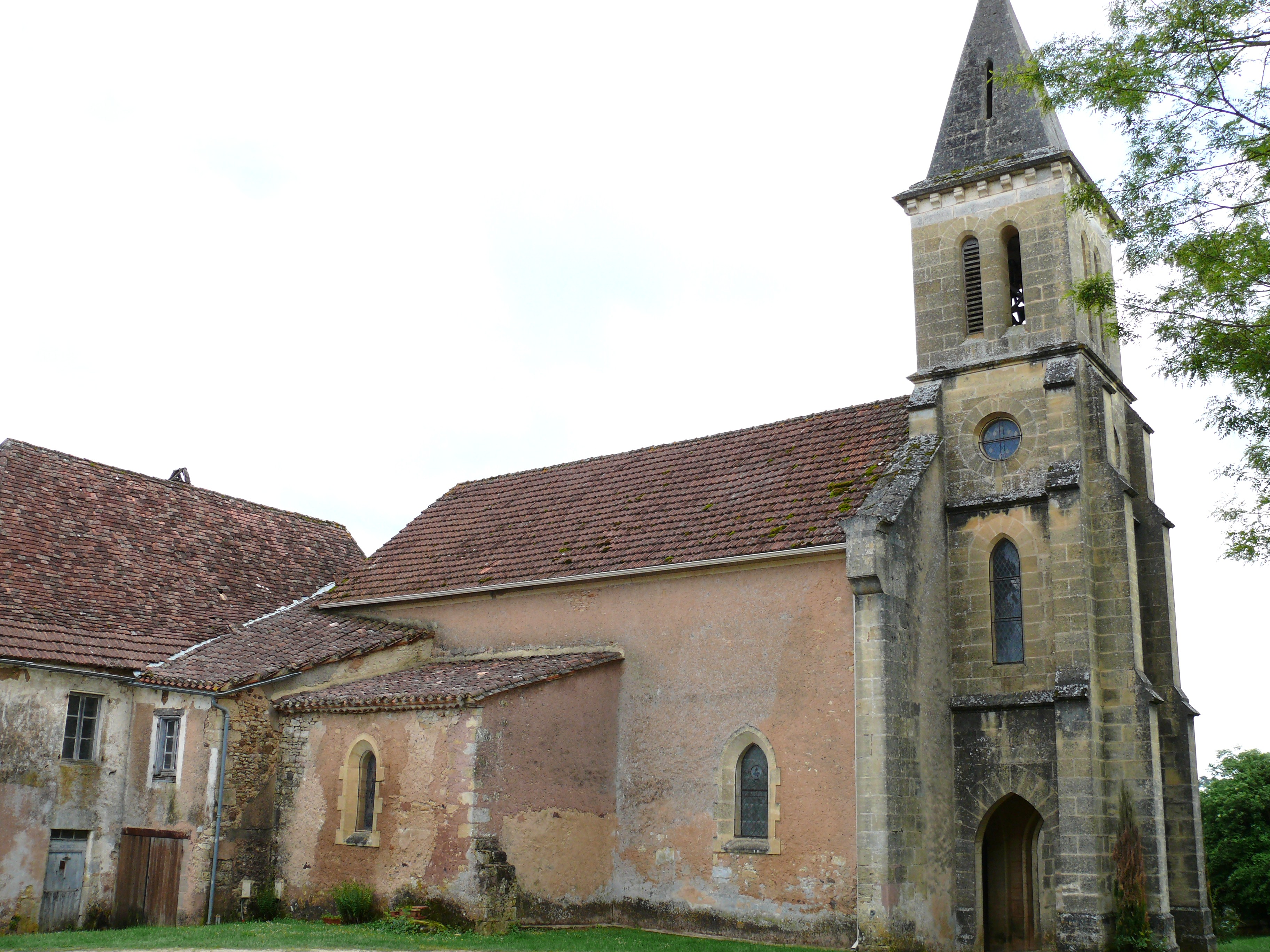
Kirche Saint-Jean-Baptiste
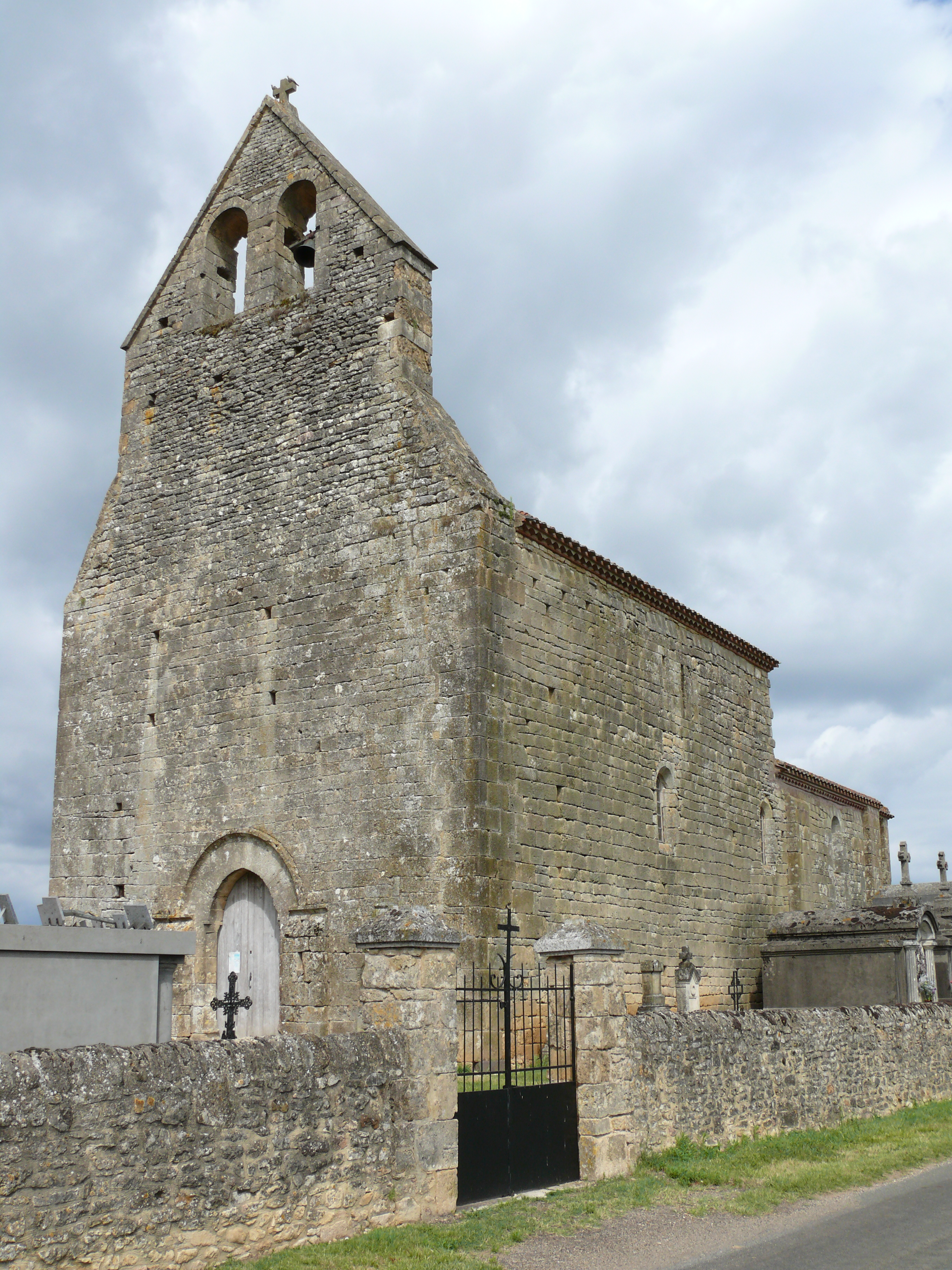
Kirche Saint-Jacques